# Anampses lineatus
Anampses lineatus är en fiskart som beskrevs av Randall 1972. Anampses lineatus ingår i släktet Anampses och familjen läppfiskar. IUCN kategoriserar arten globalt som otillräckligt studerad. Inga underarter finns listade i Catalogue of Life.

## Bildgalleri

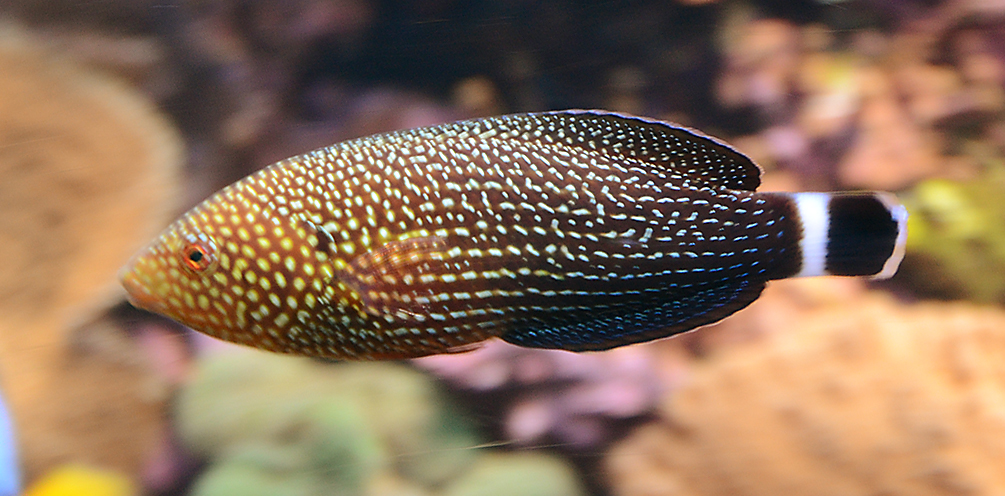